# Davide D’Angelo
Davide D’Angelo (* 20. August 1982) ist ein italienischer Radrennfahrer.
Davide D’Angelo wurde 2007 Dritter bei der Trofeo Internazionale Bastianelli. 2008 schloss er sich dem ungarischen Continental Team P-Nívó Betonexpressz 2000 Corratec. In seinem ersten Jahr dort wurde er Zweiter beim Grand Prix Hydraulika Mikolášek und gewann bei der Rumänien-Rundfahrt die erste Etappe und platzierte sich auf der dritten und vierten Etappe auf den Rängen zwei und drei.
In den Jahren 2009 und 2010 fuhr er für die serbische Mannschaft Centri della Calzatura. Bei der Serbien-Rundfahrt 2010 gewann er eine Etappe und wurde Neunter der Gesamtwertung.

## Erfolge
2008
- eine Etappe Rumänien-Rundfahrt

2010
- eine Etappe Serbien-Rundfahrt

## Teams
- 2008 P-Nívó Betonexpressz 2000 Corratec
- 2009 Centri della Calzatura
- 2010 CDC-Cavaliere